# Kainbach bei Graz
Kainbach bei Graz é um município da Áustria, situado no distrito de Graz-Umgebung, na estado da Estíria. Tem 17,81 km² de área e sua população em 2019 foi estimada em 2.814 habitantes.